# Bugetul Republicii Moldova
Structura cheltuielilor
după destinație (2014):
     Asigurarea și asistența socială (17,8%)
     Învățământul (12,2%)
     Ocrotirea sănătății (10,3%)
     Transporturile, gospodăria drumurilor, comunicațiile și informatica (9,1%)
     Menținerea ordinii publice și securitatea națională (7,7%)
     Serviciile de stat cu destinație generală (5,1%)
     Justiție (2,4%)
     Serviciul datoriei de stat (2,3%)
     Activitățile și serviciile neatribuite la grupele principale (33,1%)
Bugetul de stat al Republicii Moldova constituie principala componentă a sistemului bugetar. Din punct de vedere juridic, bugetul de stat este definit ca un act în care se înscriu veniturile și cheltuielile probabile ale statului pe o perioadă de un an (1 ian. - 31 dec.). 
Din punct de vedere economic, bugetul de stat exprimă relații economice, care iau naștere în procesul repartiției produsului intern brut, în legătură cu îndeplinirea funcțiilor statului. Aceste relații se manifestă în dublu sens: pe de o parte ca relații prin care se prelevează resurse bănești la dispoziția statului, pe de altă parte, ca relații prin care se repartizează aceste resurse.  
Din punct de vedere material, bugetul de stat poate fi definit ca un fond centralizat de mijloace bănești pus la dispoziția statului, în care se încasează veniturile și din care se efectuiază cheltuieli din partea statului.

## 2014
| Categorie                   | Total  |
| --------------------------- | ------ |
| Venituri (mlrd. lei)        | 27.570 |
| Cheltuieli (mlrd. lei)      | 30.011 |
| Surplus/Deficit (mlrd. lei) | -2.441 |

- Notă:[2]

## 2015
| Categorie                   | Total  |
| --------------------------- | ------ |
| Venituri (mlrd. lei)        | 30.338 |
| Cheltuieli (mlrd. lei)      | 34.315 |
| Surplus/Deficit (mlrd. lei) | -3.976 |

- Notă:[3]

## 2016
| Categorie                   | Total |
| --------------------------- | ----- |
| Venituri (mlrd. lei)        | 31,3  |
| Cheltuieli (mlrd. lei)      | 34,2  |
| Surplus/Deficit (mlrd. lei) | -2,8  |

- Notă:[4]

## 2017
| Categorie                   | Total |
| --------------------------- | ----- |
| Venituri (mlrd. lei)        | 32,8  |
| Cheltuieli (mlrd. lei)      | 36,9  |
| Surplus/Deficit (mlrd. lei) | -4,1  |

- Notă:[5]

## 2018
| Categorie                   | Total |
| --------------------------- | ----- |
| Venituri (mlrd. lei)        | 36,5  |
| Cheltuieli (mlrd. lei)      | 42,3  |
| Surplus/Deficit (mlrd. lei) | -4    |

- Notă:[6]

## Legături externe
- Bugetul RM pentru 2014: Cum sunt împărțiți banii pe domenii Arhivat în 2 februarie 2015, la Wayback Machine. (timpul.md)